# Katedra geoinformatiky Přírodovědecké fakulty Univerzity Palackého
Katedra geoinformatiky Přírodovědecké fakulty Univerzity Palackého je vzdělávací a výzkumná instituce v Olomouci, která se specializuje na oblasti geografických informačních systémů, dálkového průzkumu Země, a kartografie. Katedra nabízí různé studijní programy včetně bakalářských, magisterských a doktorských úrovní, s možností studia v anglickém jazyce.
Pracoviště realizuje řadu výzkumných projektů. V oblasti digitální kartografie se zaměřuje na tvorbu tyflomap a 3D tisk, tematickou a atlasovou tvorbu či kognitivní výzkum efektivity map. V eye-tracking kartografickém výzkumu pak šlo dle studie z roku 2016 o jedno z nejvýznamnějších světových pracovišť. Výzkum v rámci urbánního a ekosystémového modelování aplikuje analýzy a simulace městských a přírodních prostředí napříč různými sektory. Katedra se také zabývá rozvojem a aplikačním nasazením bezkontaktních metod, zejména maloformátové snímkování zemského povrchu pomocí dronů a integrace senzorových sítí do geoinformačních technologií.
Katedra geoinformatiky vznikla na Přírodovědecké fakultě Univerzity Palackého v Olomouci roku 2001 díky iniciativě Víta Voženílka, který byl od jejího vzniku až do září 2023 vedoucím pracoviště.